# Semaeopus viridipunctata
Semaeopus viridipunctata là một loài bướm đêm trong họ Geometridae.